# Cnemaspis menikay
Espèce
Cnemaspis menikay est une espèce de geckos de la famille des Gekkonidae.

## Répartition
Cette espèce est endémique du Sri Lanka.

## Description
Cnemaspis menikay mesure jusqu'à 28,0 mm, queue non comprise. Sa face dorsale est brun sombre avec des points jaunâtres sur les flancs et une ligne médiane jaune sale. Le dessus de sa tête présente trois taches jaunes.

## Étymologie
Son nom d'espèce vient du cingalais menikay, « joyau, objet de grande valeur... ».

## Publication originale
- Manamendra-Arachchi, Batuwita & Pethiyagoda, 2007 : A taxonomic revision of the Sri Lankan day-geckos (Reptilia: Gekkonidae: Cnemaspis), with description of new species from Sri Lanka and southern India. Zeylanica, vol. 7, n. 1, p. 9-122 (texte intégral).